# 국민중심당
국민중심당(國民中心黨, People First Party)은 구 자유민주연합 탈당파인 심대평 전 충청남도지사의 주도로 결성된 대한민국의 보수 정당이었다. 2006년 1월 17일 창당하였고, 당 대표는 심대평과 신국환이 맡았다. 특히 구 자민련 인사 중 한나라당에 입당하지 않은 인사들이 대다수 합류하였다. 창당 배경에는 한나라당의 행정수도이전 반대에 대한 반발 측면도 있었다. 그런 만큼 충청도에 기반한 지역주의 정당의 색채가 강했다. 이후 일부 한나라당과 통합민주당이나 열린우리당 세력도 이에 합류했으나 주류 세력은 자민련을 기반으로 한 충청도의 보수 세력이었다.

## 역사
- 2005년 10월 19일 : 자민련을 탈당한 심대평 전 충남지사와 경북 문경-을 지역구로 하는 신국환 의원 등이 이른바 '중부권 신당'을 창당하기로 하고 '국민중심당(가칭)' 창당준비위원회를 구성하였다.[1]
- 2006년 1월 17일 : 국민중심당이 창당대회를 열고 공식 창당했다. 동시에 김학원 의원을 제외한 모든 현역 자민련의원들이 입당하였다.
- 2007년 4월 25일 : 재보궐 선거에서 심대평 공동대표가 한나라당 후보를 꺾고 당선되었다. (대전광역시 서구 을) 이로써 의석수는 6석으로 늘어났다.[2]
- 2007년 4월 30일 : 공동대표였던 신국환의원이 중도개혁통합신당을 창당하겠다며 탈당하면서 의석수는 5석으로 줄었다.[3]
- 2007년 5월 11일 : 이인제 의원이 탈당, 민주당에 입당하면서 의석수가 4석으로 줄었다.[4]
- 2007년 5월 15일 : 열린우리당을 탈당해 무소속으로 활동하던 권선택 의원이 입당하여 5석이 되었다. 이로 인해 소수 정당 보조금을 획득할 수 있었다.[5]
- 2007년 12월 3일 : 대선 후보로 나선 심대평 후보가 무소속 이회창 후보를 공개 지지하고 후보직에서 사퇴하였다.[6]
- 2008년 2월 12일 : 자유선진당으로 신설 합당되면서 소멸했다.

## 자유선진당과의 합당
심대평, 권선택 등 국민중심당의 주요 인사들이 자유선진당의 중진으로 활동하고 있으며, 2008년 2월 12일 자유선진당과 최종 통합되어 소멸하였다. 그러나 이후 심대평 대표는 자유선진당을 탈당, 국민중심연합을 창당하여 주요 인사들중 상당수는 국민중심연합에서 활동하였다가 2011년 다시 통합했다.

## 역대 선거 결과

### 대통령 선거
| 연도   | 선거   | 후보자 | 득표 | 득표율      | 결과 | 당락 |
| ------ | ------ | ------ | ---- | ----------- | ---- | ---- |
| 2007년 | 제17대 | 심대평 | -    | \| \| 0% \| | -    | 사퇴 |
|        | 0%     |        |      |             |      |      |

### 지방선거
|  | 0% |

|  | 3.04% |

|  | 2.05% |

|  | 2.32% |

## 같이 보기
- 국민중심연합 (2010) - 심대평이 창당한 국민중심당의 후신
- 자유민주연합 (1995) - 국민중심당의 전신
- 자유선진당 (2008) - 국민중심당을 기반으로 이회창 세력이 창당한 정당